# Schoeniparus variegaticeps
La fulveta frentigualda (Alcippe variegaticeps) es una especie de ave paseriforme de la familia Pellorneidae endémica de China.

## Descripción
La fulveta frentigualda es un pájaro pequeño, que mide alrededor de 11,5 cm de largo. Los laterales de su cabeza y su garganta son blanquecinos, y están separados por una mancha negra a la altura de la bigoteras. Su frente es amarilla; su píleo es gris oscuro y su nuca rojiza, ambos con moteado claro. Su espalda y flancos son de color gris verdoso, y su vientre es blanquecino. Sus rémiges son amarillas con una franja negra en el centro. Su cola es principalmente negra, aunque las plumas exteriores tienen los bordes laterales y de las puntas amarillos o naranjas. Su pico es puntiagudo y grisáceo, y sus patas amarillentas.

## Distribución y hábitat
Su hábitat natural son los bosques subtropicales húmedos de las montañas del sur de China. Se encuentra amenazada por la pérdida de hábitat.